# Épinard (cheval)
Épinard (1920-1942) était un cheval de course pur-sang anglais, qui fut l'un des plus grands champions de l'entre-deux-guerres. 

## Carrière de courses
Né dans le Médoc, Épinard n'était pas destiné à briller dans les courses de pur-sang, où les meilleurs éléments sont issus des grands élevages de Normandie. Son propriétaire, Pierre Wertheimer, qui avait acquis sa mère en même temps que les vignobles du château Bessan, avait tenté de se séparer de celle-ci, pleine de Badajoz, et de cinq autres poulinières lors d'une vente publique, mais la retira finalement alors que les enchères étaient montées à 24 000 francs. Entraîné à Maisons-Laffitte par l'Américain Eugene Leigh, Épinard débute donc sous les couleurs Wertheimer par une victoire spectaculaire à Deauville, dans le prisé Prix Yacowlef, sous les yeux d'Ernest Hemingway qui, ayant eu la bonne idée de parier sur lui, s'était ainsi tiré d'un mauvais pas financier.  Après un deuxième succès, le poulain s'aligne au départ du Prix Morny, sa troisième course en neuf jours : il échoue complètement. Mais cet échec sera le seul faux pas de sa carrière. Il s'adjuge coup sur coup le Critérium de Maisons-Laffitte, le Prix des Côteaux, le Grand Critérium et le Prix de la Forêt, à chaque fois avec une marge considérable sur ses adversaires. 

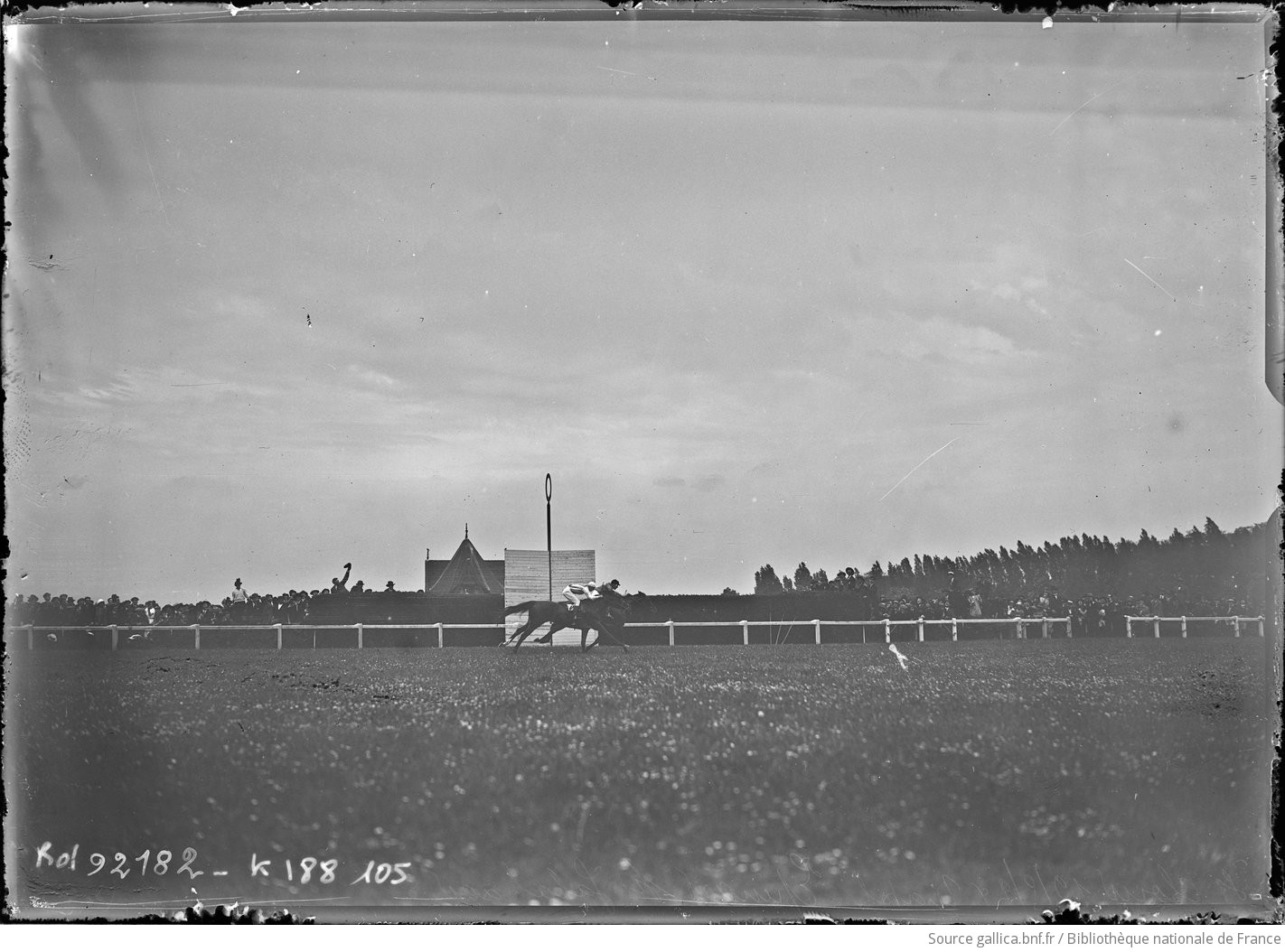
Match race Épinard vs Sir Gallahad III, le 19 mai 1924

Incontestable numéro 1 de sa génération à 2 ans, Épinard ne dispute pourtant pas les classiques. Il brille d'abord sur le sprint, en écrasant l'opposition dans le Prix du Gros-Chêne, et s'aventure jusqu'aux 1 850 mètres du Prix d'Ispahan, qu'il survole tout aussi facilement. Au cœur de l'été 1923, il s'en va défier les meilleurs sprinters britannique dans la prestigieuse Steward's Cup, le plus fameux handicap d'Angleterre : il ne fait qu'une bouchée de ses adversaires, malgré un poids jamais porté par un 3 ans. Des problèmes au pied l'empêche de poursuivre sur sa lancée et il ne se produit qu'une seul fois cette saison-là, à l'automne, dans les Cambridgeshire Stakes où le handicapeur anglais, qui ne lui pardonne pas sa démonstration estivale, lui inflige une pénalité supplémentaire : elle lui coûte la victoire, abandonnée, pour une encolure, au dénommé Verdict. Au printemps 2024, Pierre Wertheimer vend une part d'Épinard à Coco Chanel, et pour cette nouvelle association le champion alezan remporte au printemps le Prix d'Argenteuil à Longchamp. Ce sera toutefois sa dernière victoire. Le 19 mai, il affronte en un combat singulier Sir Gallahad, futur chef de race aux États-Unis : il est défait d'une courte encolure. Puis il s'incline à nouveau dans le Prix du Point du Jour.  

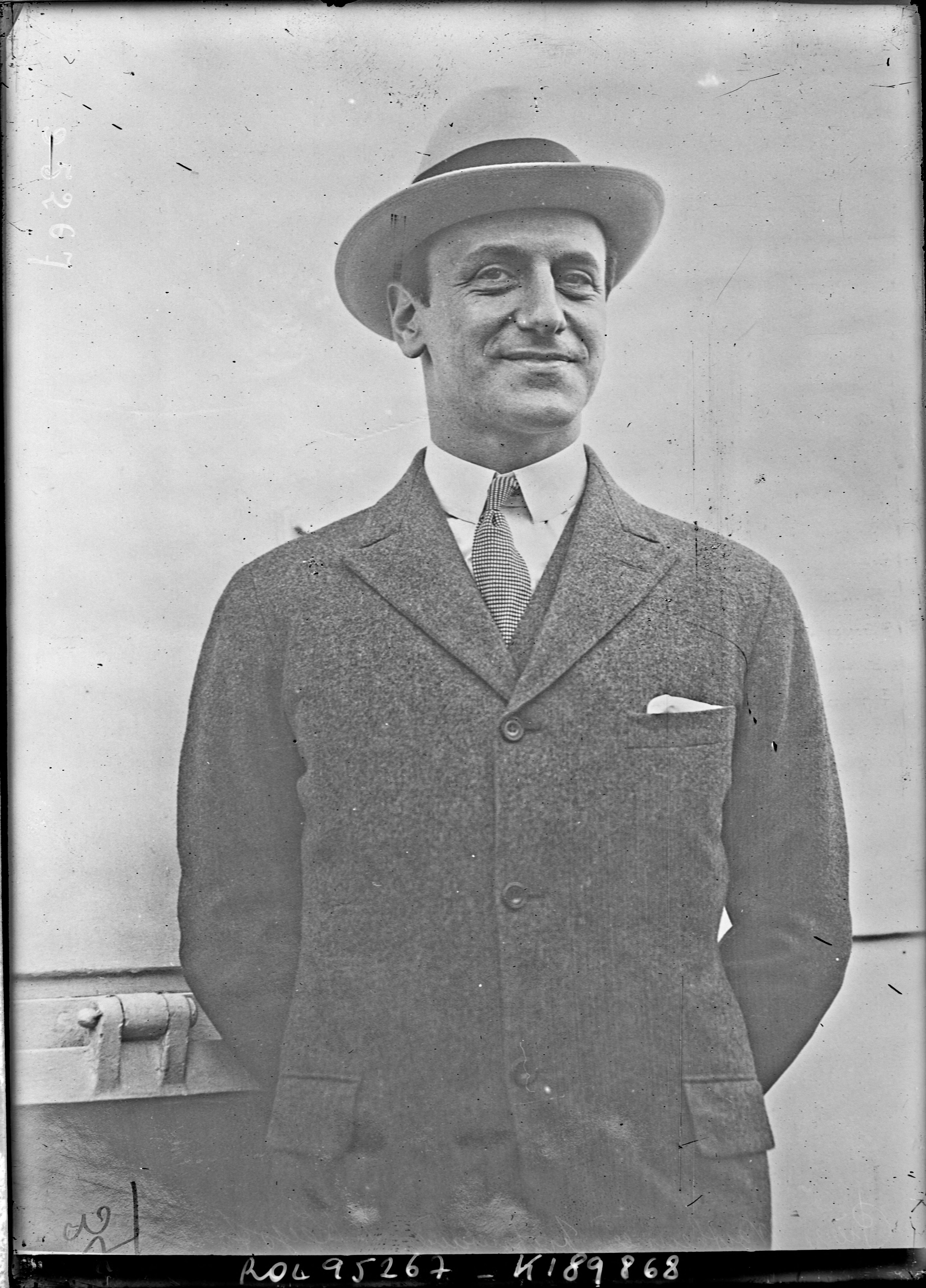
Pierre Wertheimer

La suite se déroulera loin du pays natal : le 4 juillet 1924, Épinard embarque à Cherbourg à bord du paquebot RMS Berengaria, cap sur l'Amérique avec 40 barriques d'eau d'Évian pour sa consommation personnelle. La tournée américaine de celui que l'on surnomme "le champion volant", a deux objectifs. L'un est économique : il s'agit de favoriser la notoriété des parfums Chanel outre-Atlantique. L'autre est sportif : l'année précédente, le vainqueur du Derby d'Epsom, Papyrus, avait traversé l'océan pour affronter dans une match race le lauréat du Kentucky Derby, Zev, qui l'avait humilié, gagnant par cinq longueurs – l'événement avait passionné les foules en Amérique et les Européens voulaient leur revanche. August Belmont, Jr. est donc à la manœuvre pour convaincre Pierre Wertheimer d'amener son champion pour un nouveau défi : l'International Special, un tournoi en trois temps disputé sur trois hippodromes new-yorkais, sur le dirt (une surface inusitée en Europe) et des distances de plus en plus longues, avec Épinard seul contre tous les meilleurs chevaux américains, dont Zev. Épinard arrive aux États-Unis précédé d'une flatteuse réputation, mais ne remportera aucun des trois rounds – non plus que Zev, d'ailleurs. Dans la première course, à Belmont Park, à New York, Épinard est devancé par Wise Counsellor, sacré meilleur 2 ans en 1923. Dans la deuxième, il s'en faut d'un nez pour qu'il devance Ladkin, laissant Wise Counsellor à une longueur et demie, mais de l'avis général, c'est la monte peu inspirée de son jockey Everett Haynes qui lui a coûté la victoire. Dans le dernier round, sur une distance sans doute excessive au regard de ses aptitudes et face au lot le plus relevé des trois (si Zev a jeté l'éponge, le peloton compte deux classiques et deux futurs Hall of Famers, Princess Doreen et Sarazen), il termine à nouveau deuxième, battu par Sarazen, qui sera élu deux fois cheval de l'année. Après ces épuisants combats, Épinard se produit une dernière fois, sans doute une de trop, dans les Laurel Stakes, une semaine après la fin de l'International Special, et se trouve nettement battu par Wise Counsellor, qui n'avait pas participé au dernier round, d'autant qu'il souffre du pied. Ce sera sa dernière apparition en piste. Épinard laisse le souvenir d'un cheval à la vitesse exceptionnelle, considéré comme l'un des plus rapides du siècle. 

### Résumé de carrière
| Date          | Hippodrome       | Pays        | Course                        | Distance    | Jockey         | Place       | Écart        | Vainqueur ou deuxième |
| 1922, 2 ans   | 1922, 2 ans      | 1922, 2 ans | 1922, 2 ans                   | 1922, 2 ans | 1922, 2 ans    | 1922, 2 ans | 1922, 2 ans  | 1922, 2 ans           |
| ------------- | ---------------- | ----------- | ----------------------------- | ----------- | -------------- | ----------- | ------------ | --------------------- |
| 11 août       | Deauville        | France      | Prix Yacowlef                 | 1 000 m     | Everett Haynes | 1er / 9     | 5            | Tolmezzo              |
| 17 août       | Deauville        | France      | Prix de La Toucques           | 1 200 m     | Everett Haynes | 1er / 5     | 1/2          | Concord               |
| 20 août       | Deauville        | France      | Prix Morny                    | 1 200 m     | Everett Haynes | 8e / 9      | 15           | Mackenzie             |
| 29 septembre  | Maisons-Laffitte | France      | Critérium de Maisons-Laffitte | 1 300 m     | Everett Haynes | 1er / 6     | 1 ½          | Cerfeuil              |
| 7 octobre     | Longchamp        | France      | Prix des Côteaux              | 1 000 m     | Everett Haynes | 1er / 7     | 6            | Concord               |
| 15 octobre    | Longchamp        | France      | Grand Critérium               | 1 600 m     | Everett Haynes | 1er / 10    | 3            | Niceas                |
| 22 octobre    | Longchamp        | France      | Prix de la Forêt              | 1 600 m     | Everett Haynes | 1er / 3     | 1            | Mackenzie             |
| 1923, 3 ans   |                  |             |                               |             |                |             |              |                       |
| 1er juin      | Maisons-Laffitte | France      | Prix de Survilliers           | 1 100 m     | Everett Haynes | 1er / 8     | 6            | Loubajac              |
| 7 juin        | Chantilly        | France      | Prix du Gros-Chêne            | 1 000 m     | Everett Haynes | 1er / 4     | 6            | Phusla                |
| 13 juin       | Le Tremblay      | France      | Prix Citronnelle              | 1 600 m     | Everett Haynes | 1er / 2     | 4            | Bramble               |
| 24 juin       | Longchamp        | France      | Prix d'Ispahan                | 1 850 m     | Everett Haynes | 1er / 4     | 3            | Zariba                |
| 31 juillet    | Goodwood         | Royaume-Uni | Steward's Cup                 | 1 200 m     | Everett Haynes | 1er / 14    | 2            | Jarvie                |
| 31 octobre    | Newmarket        | Royaume-Uni | Cambridgeshire Stakes         | 1 800 m     | Everett Haynes | 2e / 23     | encolure     | Verdict               |
| 1924, 4 ans   |                  |             |                               |             |                |             |              |                       |
| 11 mai        | Longchamp        | France      | Prix d'Argenteuil             | 1 400 m     | G. Garner      | 1er / 4     | 4            | Almaviva              |
| 19 mai        | Saint-Cloud      | France      | Match race                    | 1 300 m     | Everett Haynes | 2e / 2      | cte encolure | Sir Gallahad          |
| 29 mai        | Longchamp        | France      | Prix du Point du Jour         | 1 800 m     | G. Garner      | 2e / 6      | 1/2          | Premontre             |
| 1er septembre | Belmont Park     | États-Unis  | International Special Round 1 | 1 200 m     | Everett Haynes | 2e / 9      | 3/4          | Wise Counsellor       |
| 27 septembre  | Aqueduct Park    | États-Unis  | International Special Round 2 | 1 600 m     | Everett Haynes | 2e / 6      | nez          | Ladkin                |
| 11 octobre    | Latonia Park     | États-Unis  | International Special Round 3 | 2 000 m     | Everett Haynes | 2e / 8      | 1 ½          | Sarazen               |
| 18 octobre    | Laurel Park      | États-Unis  | Laurel Stakes                 | 1 600 m     | C. Kumar       | 5e / 7      | 7            | Wise Counsellor       |

## Galerie

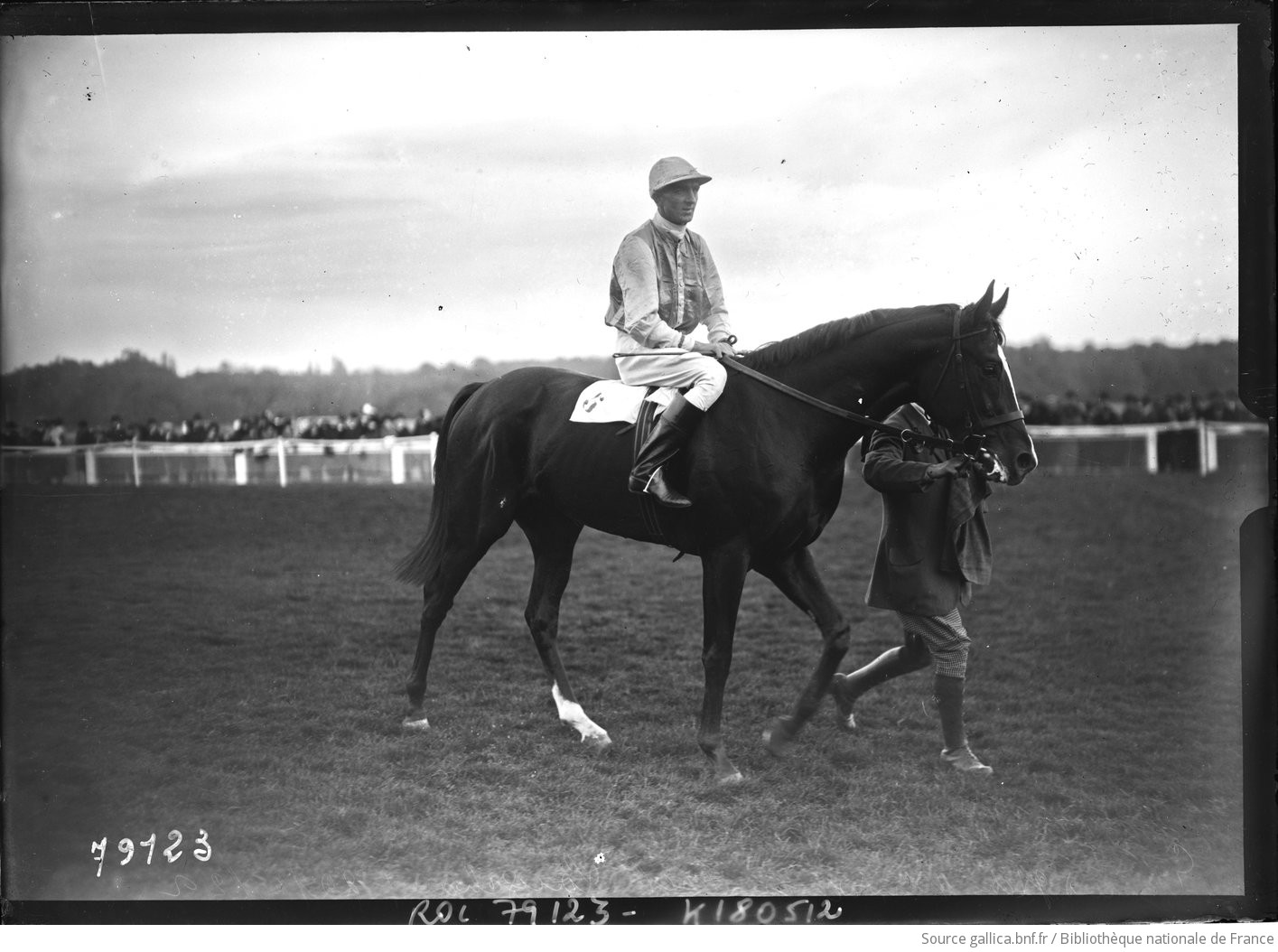
Épinard après le Prix de la Forêt, le 22 octobre 1922
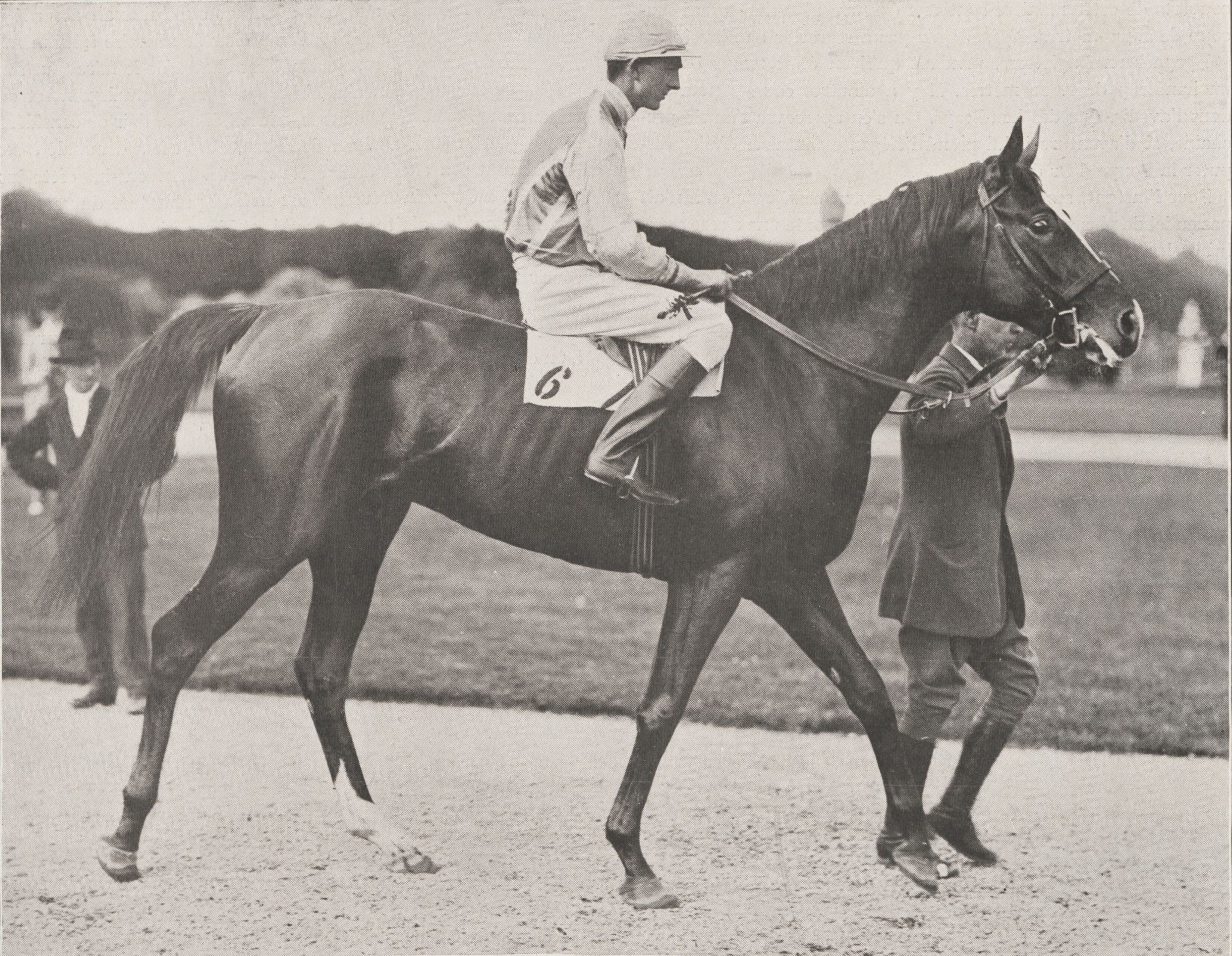
Épinard après le Prix d'Ispahan, le 24 juin 1923
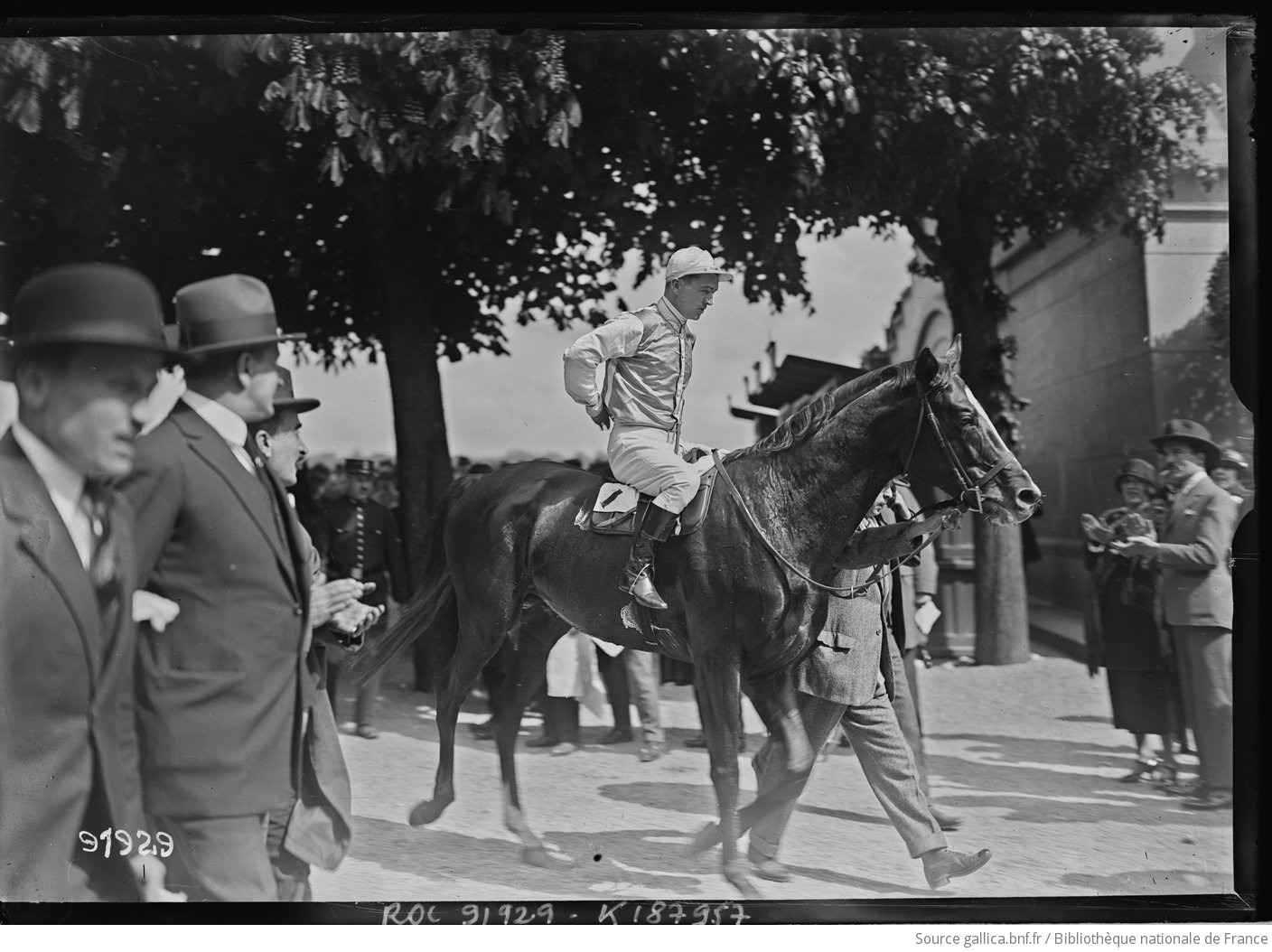
Épinard à Longchamp, le 11 mai 1924
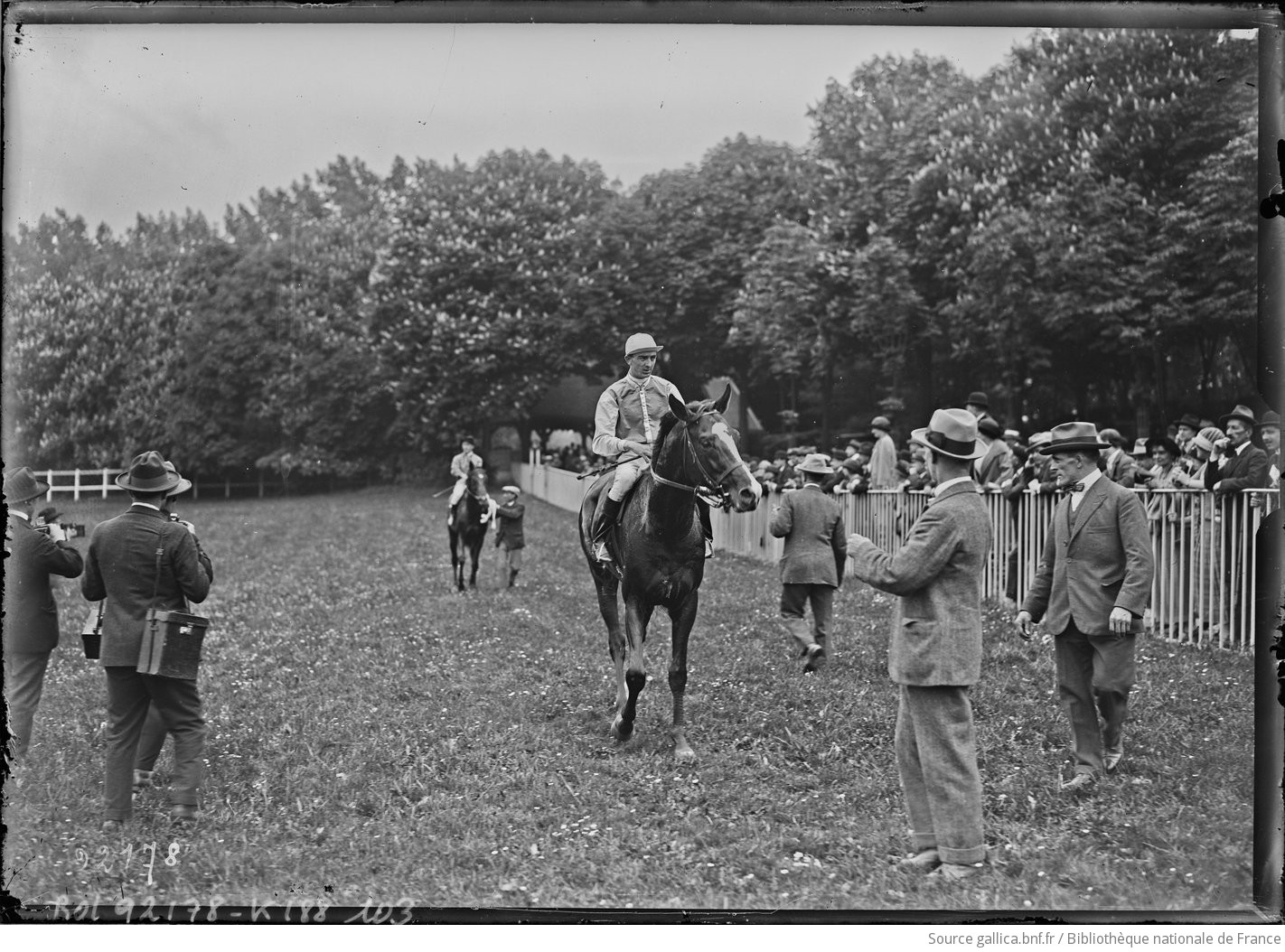
Épinard à Saint-Cloud pour la Match-race contre Sir Gallahad III, le 19 mai 1924
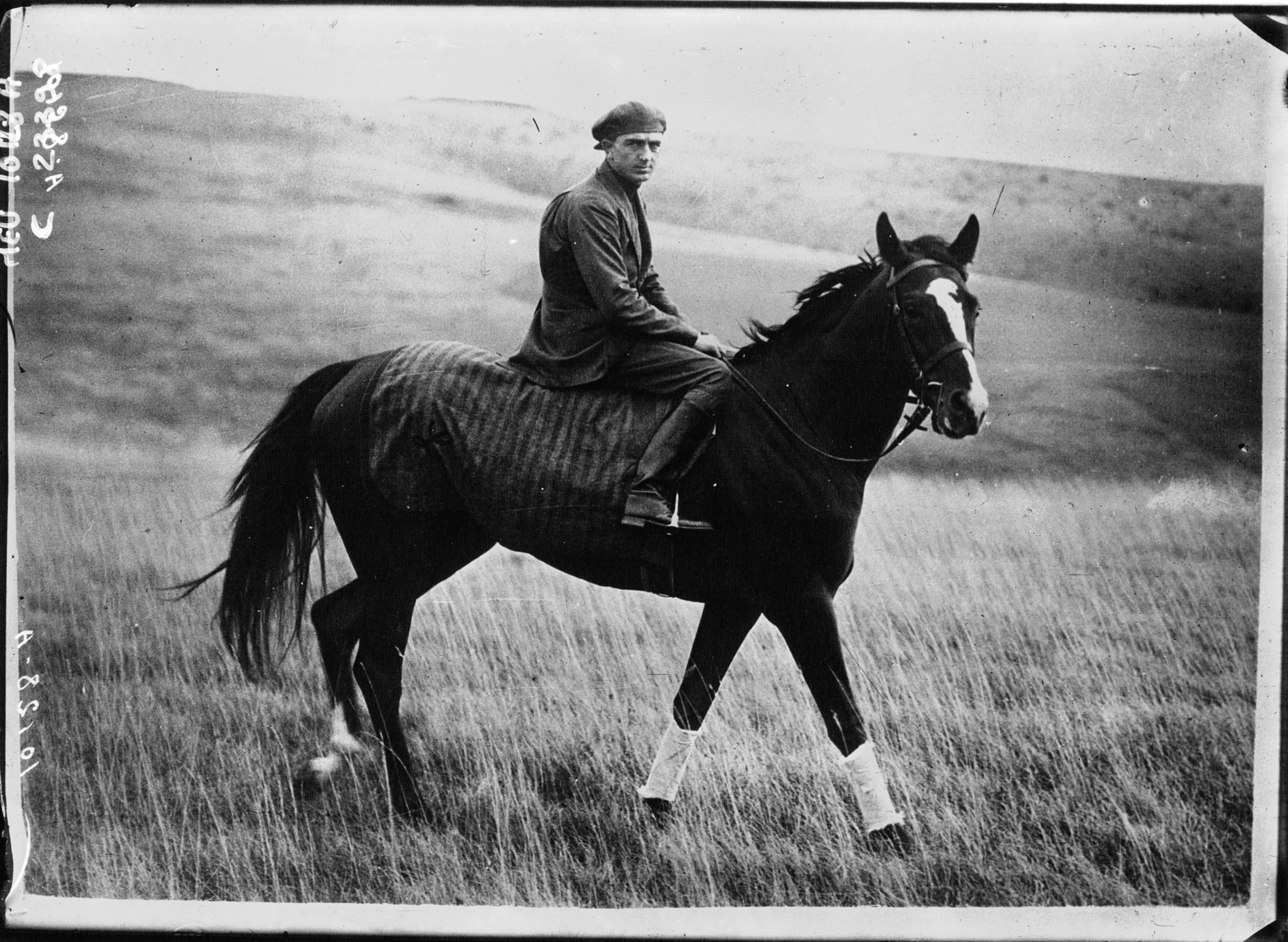
Épinard à l'entrainement
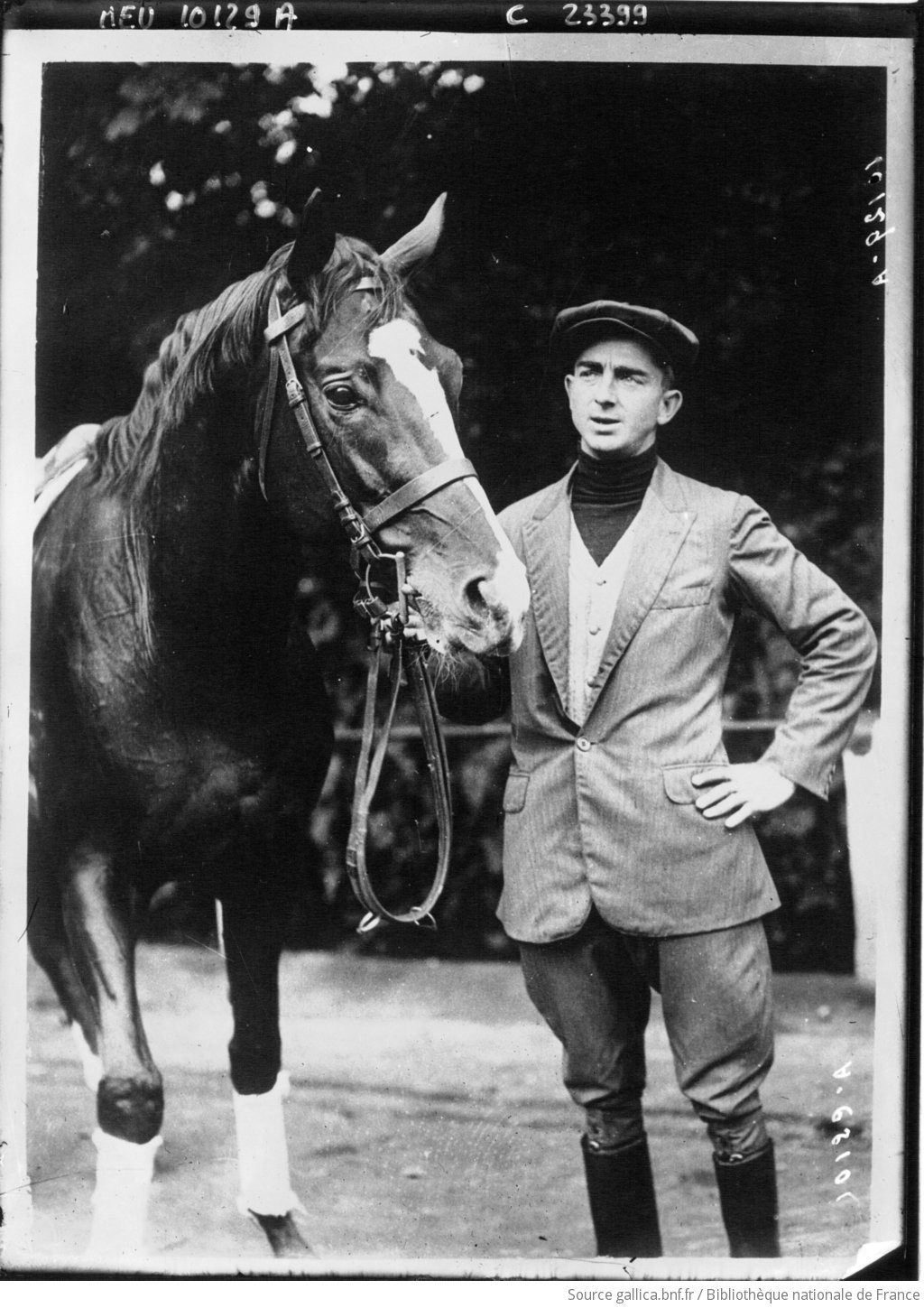
Épinard et son jockey Everett Haynes

## Au haras
Épinard a mené sa carrière d'étalon entre la France et les États-Unis, sans toutefois devenir un très grand reproducteur. Resté outre-Atlantique pour trois saisons après la fin de sa carrière en piste, il revient en France, au Haras de Bessan près de Bordeaux en 1928, puis retourne aux États-Unis avant d'être finalement rapatrié dans le courant des années 30. Il est l'auteur de Epithet (Hopeful Stakes), Rentenmark (Prix Ganay) et surtout du champion Rodosto, lauréat des 2000 Guinées, de la Poule d'Essai des Poulains et du Prix d'Ispahan.
Si la guerre fut fatale à Épinard, plusieurs versions s'opposent sur sa fin : selon l'historien des courses John Hervey, il serait mort sur les plages de Dunkerque lors de la bataille de 1940, mais la radio du régime de Vichy annonça sa mort en 1942. En 1941, la presse avait relaté que le champion volant avait été identifié à Paris tirant une charrette de légumes. 

## Origines
Épinard a fait passer à la postérité le nom de son père Badajoz, qui fut un excellent compétiteur (Prix Boiard, Grosser Preis von Baden, Premio Presidente della Repubblica), mais un modeste étalon. Il fut le seul produit d'Épine Blanche, une fille de Rock Sand, qui remporta la triple couronne britannique avant de devenir un étalon à succès aux États-Unis (où elle fut d'ailleurs conçue), puis de faire la monte en France, où son squelette est d'ailleurs visible au Muséum national d'histoire naturelle à Paris.

### Pedigree
| Origines de Épinard (FR), mâle alezan né en 1920 | Origines de Épinard (FR), mâle alezan né en 1920 | Origines de Épinard (FR), mâle alezan né en 1920 | Origines de Épinard (FR), mâle alezan né en 1920 |
| ------------------------------------------------ | ------------------------------------------------ | ------------------------------------------------ | ------------------------------------------------ |
| Père Badajoz                                     | Gost                                             | Callistrate                                      | Cambyse                                          |
| Père Badajoz                                     | Gost                                             | Callistrate                                      | Citronelle                                       |
| Père Badajoz                                     | Gost                                             | Georgina                                         | Trocadero                                        |
| Père Badajoz                                     | Gost                                             | Georgina                                         | Gladia                                           |
| Père Badajoz                                     | Selected                                         | Raeburn                                          | St. Simon                                        |
| Père Badajoz                                     | Selected                                         | Raeburn                                          | Mowerina                                         |
| Père Badajoz                                     | Selected                                         | Il Segreto                                       | Chevron                                          |
| Père Badajoz                                     | Selected                                         | Il Segreto                                       | Nameless                                         |
| Mère Épine Blanche                               | Rock Sand                                        | Sainfoin                                         | Springfield                                      |
| Mère Épine Blanche                               | Rock Sand                                        | Sainfoin                                         | Sanda                                            |
| Mère Épine Blanche                               | Rock Sand                                        | Roquebrune                                       | St. Simon                                        |
| Mère Épine Blanche                               | Rock Sand                                        | Roquebrune                                       | St Marguerite                                    |
| Mère Épine Blanche                               | White Thorn                                      | Nasturtium                                       | Watercress                                       |
| Mère Épine Blanche                               | White Thorn                                      | Nasturtium                                       | Margerique                                       |
| Mère Épine Blanche                               | White Thorn                                      | Thorn Blossom                                    | Martenhurst                                      |
| Mère Épine Blanche                               | White Thorn                                      | Thorn Blossom                                    | Eye Sweet (famille 4-i)                          |